# Ященко Мусій Антонович
Ященко Мусій (Михайло) Антонович (5 листопада 1890 — † 1936) — підполковник Армії УНР.

## Біографія
Походив з селян с. Соколівка Білоцерківського повіту Київської губернії (за російським послужним списком — з селян Харківської губернії). Витримав іспит на звання вчителя церковно-приходської школи при Харківському духовному училищі, викладав у церковно-приходських школах.
18 липня 1914 р. був мобілізований на військову службу та зарахований до 31-го піхотного запасного батальйону. 1 вересня 1916 р. закінчив 3-тю Іркутську школу прапорщиків. Служив прапорщиком 11-го Сибірського стрілецького запасного полку. Останнє звання у російській армії — поручик.
У 1917 р. брав активну участь в українізації 408-го піхотного полку 102-ї дивізії, що розташовувалася в районі Луцька. Згодом служив у 102-му ударному українському курені, сформованому з українців 102-ї піхотної дивізії.
16 листопада 1918 р., після початку протигетьманського повстання, повернувшись у рідне село, сформував окрему сотню, яка була включена до складу Окремого Загону Січових стрільців. Після взяття Києва 14 грудня 1918 р. сотня була переформована на Окрему інженерну 1-ї дивізії Січових стрільців (згодом — корпусу Січових стрільців).
Станом на 18 серпня 1919 р. — командир 10-го технічного куреня Січових стрільців Дієвої армії УНР.
З травня 1920 р. — командир штабової сотні 6-ї Січової стрілецької дивізії Армії УНР.
З 1923 р. жив на еміграції у Лодзі.
Помер від сухот у Ковелі.